# 歌う海賊団ッ!
歌う海賊団ッ!（うたうかいぞくだんっ!）は、2006年から「虐待のない未来」に向けて活動をしているパフォーマンス団体である。「主催者も観客も大満足。」との言葉を挙げた、ファミリーエンタテインメントショー活動をしている。

## 概要
公共のホールをはじめ、全国の保育園や幼稚園、小学校や特別支援学校などでコンサートを行っているほか、イベント会場でのミニライブも行う。
歌う海賊団ツ！のコンサートやライブ観覧することを「乗船」と呼ぶ。

## 歴史

### 活動開始のきっかけ
2005年、小学校教諭である友人に依頼され、小学校で音楽鑑賞会を海賊の格好で行ったのが始まりである。その後、その小学校の校長に「多くの親子のために、この海賊団を続けるべき」との助言を受け、活動を開始。
自身の子育てで悩んだり、苦しんだりした経験を楽曲やショーに反映させ、多くの子育て世代に支持される。
子ども達からの人気も高く、2023年には「コロナで機会を失った子ども達へ」ハピネスな音楽を届けるプロジェクトを展開中。
栃木県内を中心の幼保園を対象に、無料公演をプレゼントし、1年間で1万人の園児や児童に音楽を届けたいと活動している。2024年9月末に、前人未到！？目標の無料公演100ヶ所達成予定。

### 活動
様々な自治体や団体の大使を務めている。詳細は以下のとおりである。
- 栃木県「とちぎ未来大使」就任[6][1]。
- 群馬県太田市「子育て親善大使」就任[1]。（任期終了）
- 日光市「日光観光大使」就任
- 那珂川町「ふるさと大使」
- 鹿沼市「かぬまふるさと大使」
- NPO法人うりずん「初代名誉応援団長」（任期終了）
- 防衛省陸上自衛隊「東部方面隊オピニオンリーダー」
- 日本財団　海と日本プロジェクト「応援アンバサダー」
- うつのみや道の駅ろまんちっく村「子育て応援アンバサダー」
- 海星学園　星の杜中学・高校　役員教員　就任
- 栃木県教育委員会 河内地区ふれあい学習推進委員　就任

## メンバー
正式メンバーは以下の通りである 。
- せんちょー。：キャプテン☆うっちゃるであり、楽曲の作詞作曲や振付も担当している[8]
- ナナ：シスターナナ
- ダリア：アクア・ダリア
- エレナ：エスペランツァ・エレナ
- モディー：モーネ・モディー
- オリーブ：オリーブ・ブレイド
- ジン：ジン・スクゥード
- アーザ：未定
- アルパ：未定
- オルグ：未定
- ナツキ：サポートメンバー
- ネネ：サポートメンバー
- ユキ：研修生
- リンド：スパーク・リンド、2023年2月現在産休期間中となっている[7]。

新人海賊
- オリーブ
- ジン
- アーザ
- アルパ
- オルグ

### 研修生
- ユキ

## 楽曲
出典
- ゲンキのジュモン
- ハピネスを届けよう！
- エンジョイジョイ

他